# Haemanthus sanguineus
Haemanthus sanguineus är en amaryllisväxtart som beskrevs av Nikolaus Joseph von Jacquin. Haemanthus sanguineus ingår i släktet Haemanthus och familjen amaryllisväxter. Inga underarter finns listade i Catalogue of Life.

## Bildgalleri

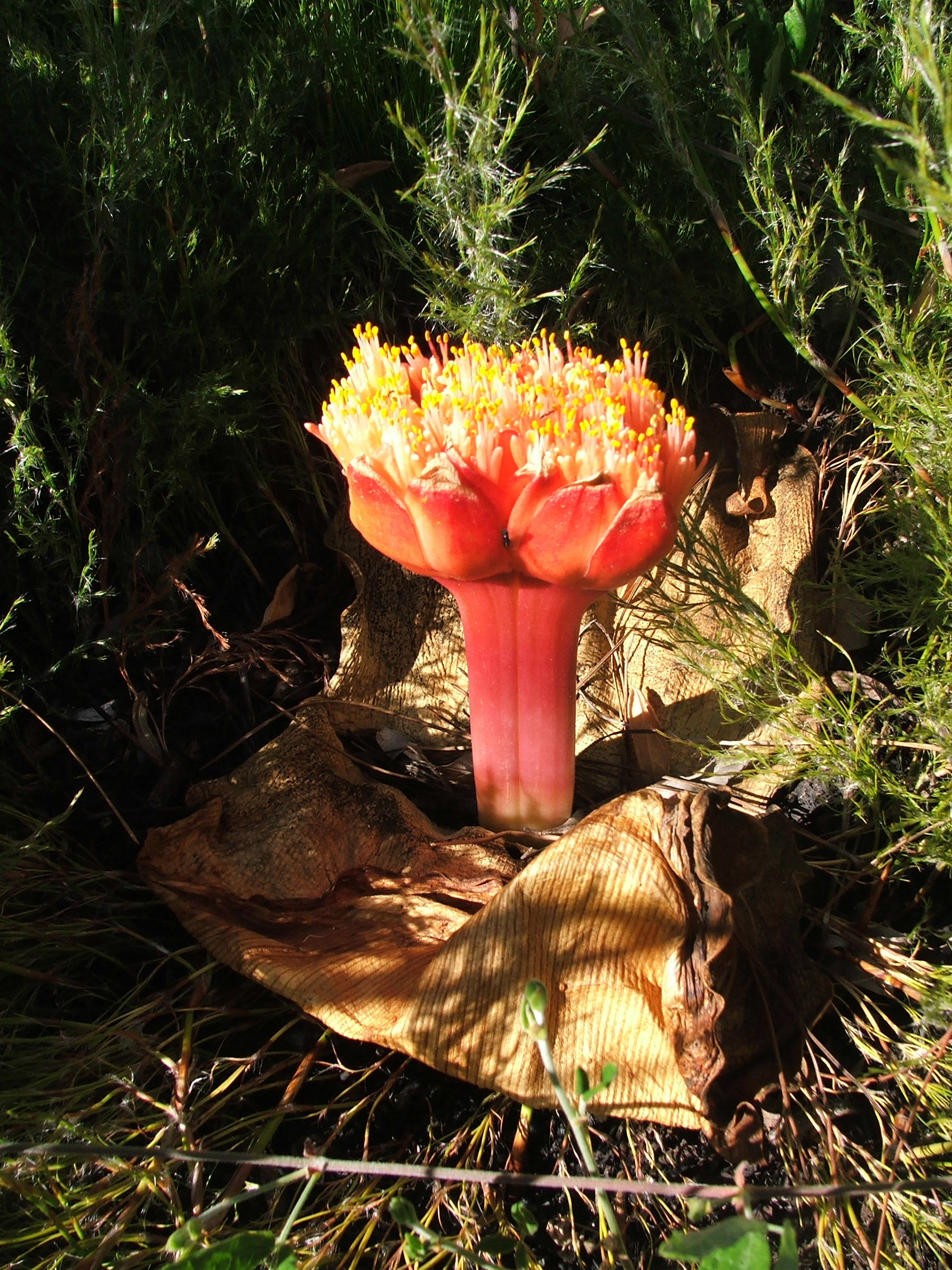
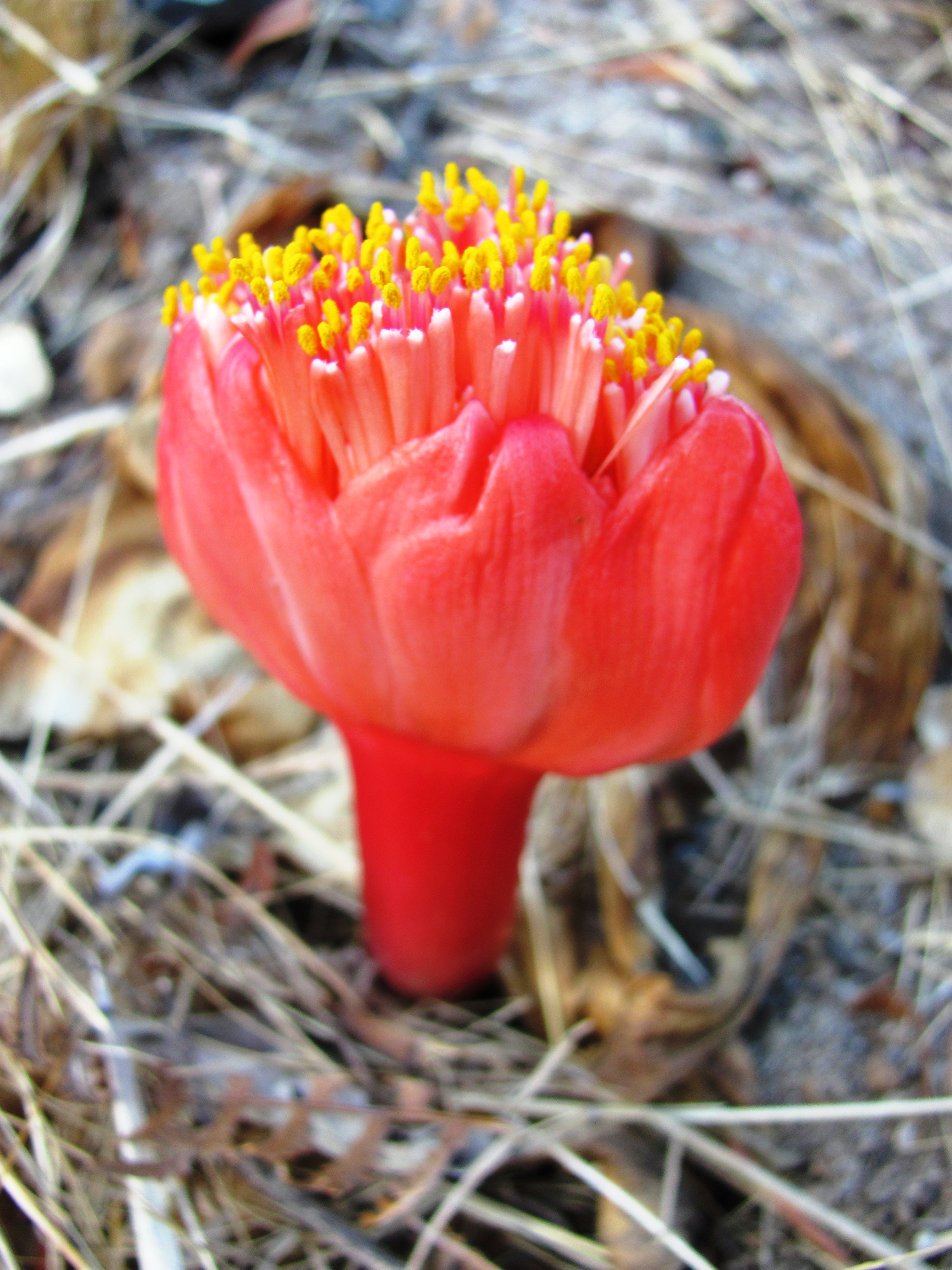
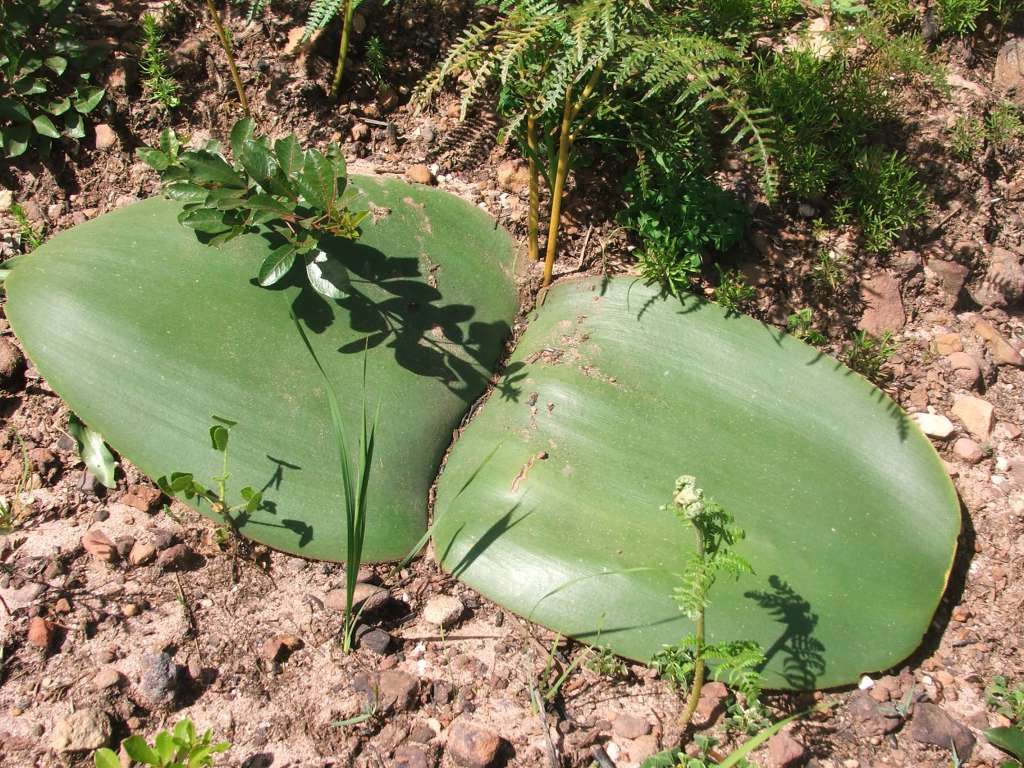
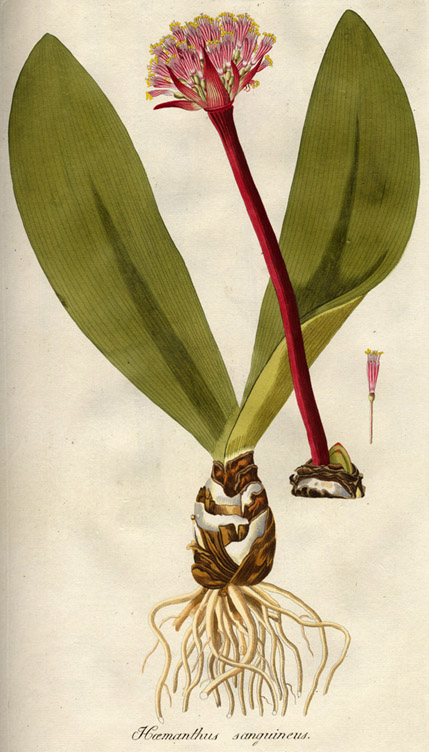
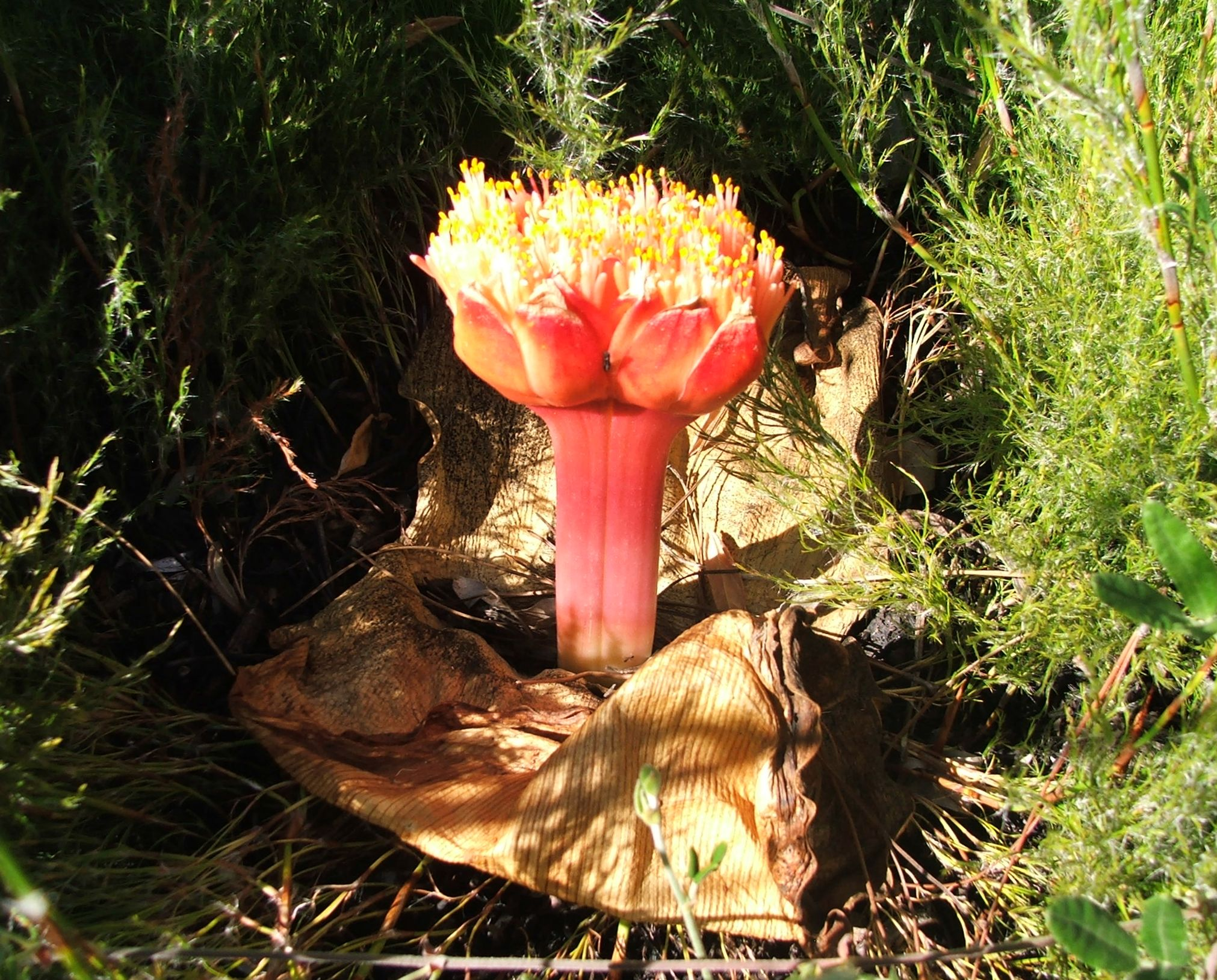
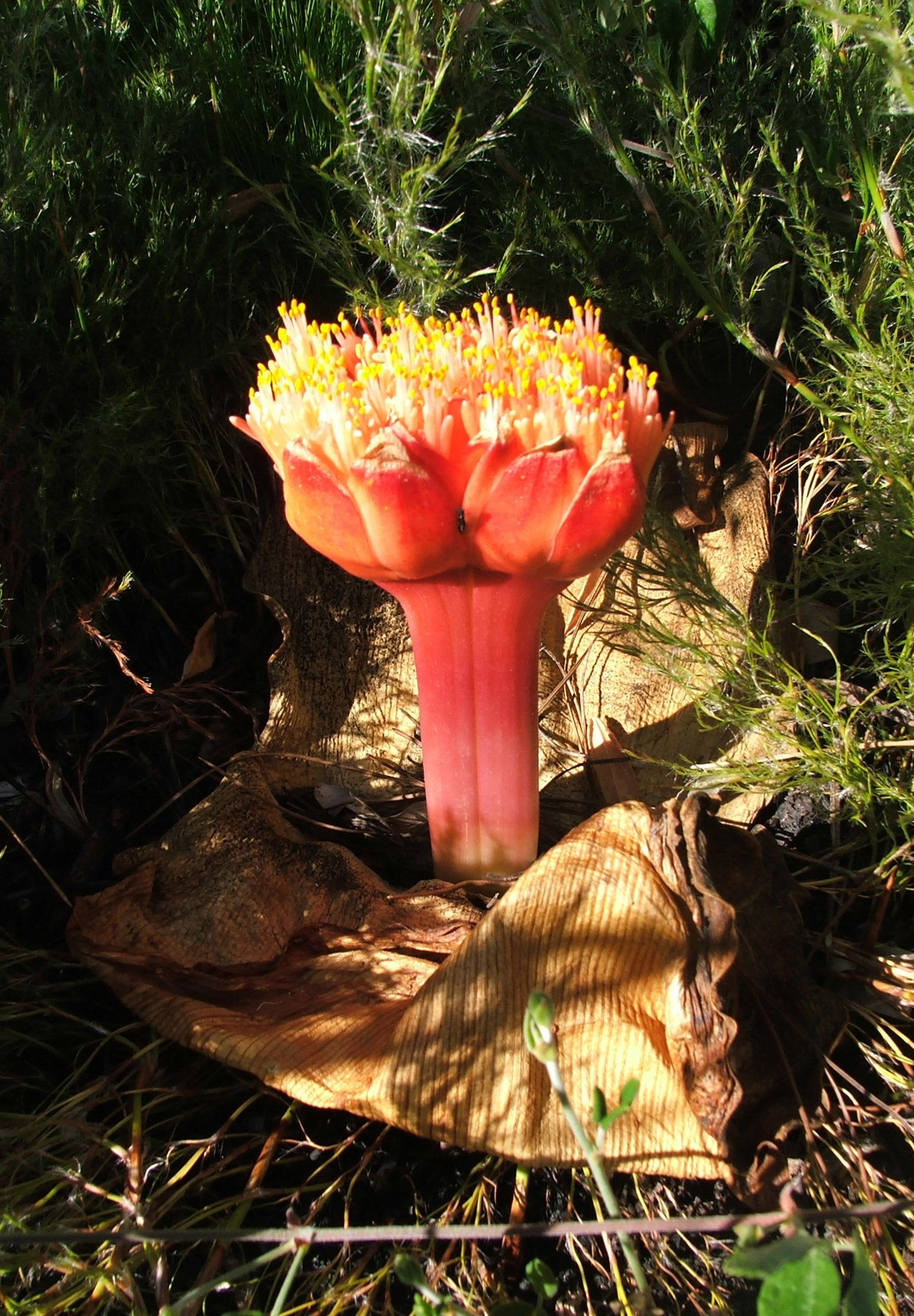